# Antropología del parentesco

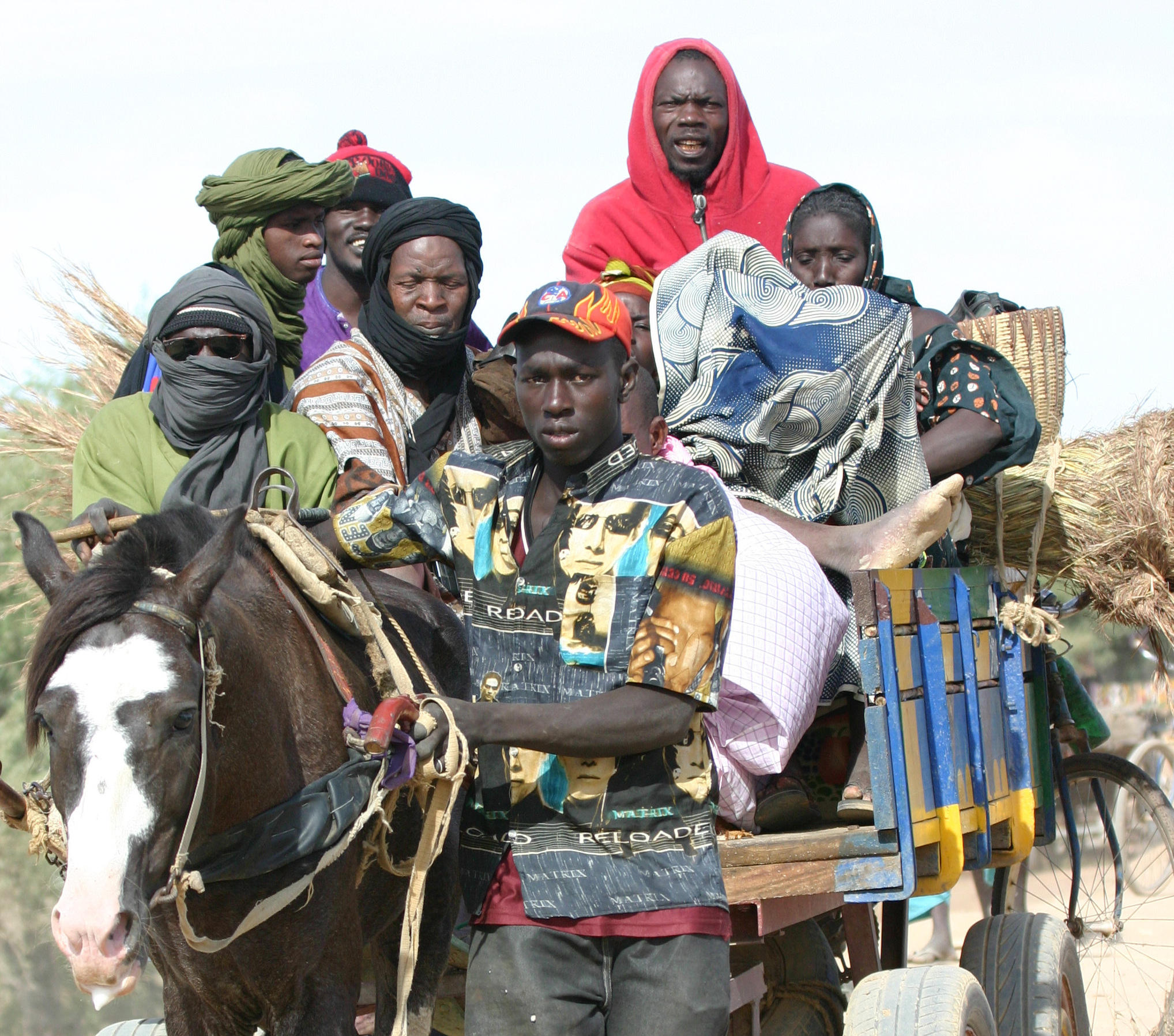
Uno de los aportes de la antropología del parentesco radica en haber puesto sobre la mesa el hecho de que los lazos de parentesco son un producto cultural que no necesariamente pasa por la consanguinidad. En la imagen, una familia de Dejenné (Malí).

La antropología del parentesco, llamada también estudios de parentesco, constituye una de las áreas con las que dio origen el desarrollo de la antropología moderna durante la segunda mitad del siglo XIX. El parentesco fue, para los precursores del pensamiento antropológico, un campo de especial interés, en tanto que advirtieron su importancia en cuestiones como la pertenencia a un grupo social, la transmisión de la herencia y los derechos de un linaje, e incluso influía en la dinámica de las relaciones sociales, especialmente en las sociedades que en aquel tiempo eran calificadas de primitivas.

## Breve historia de la antropología del parentesco

### Orígenes

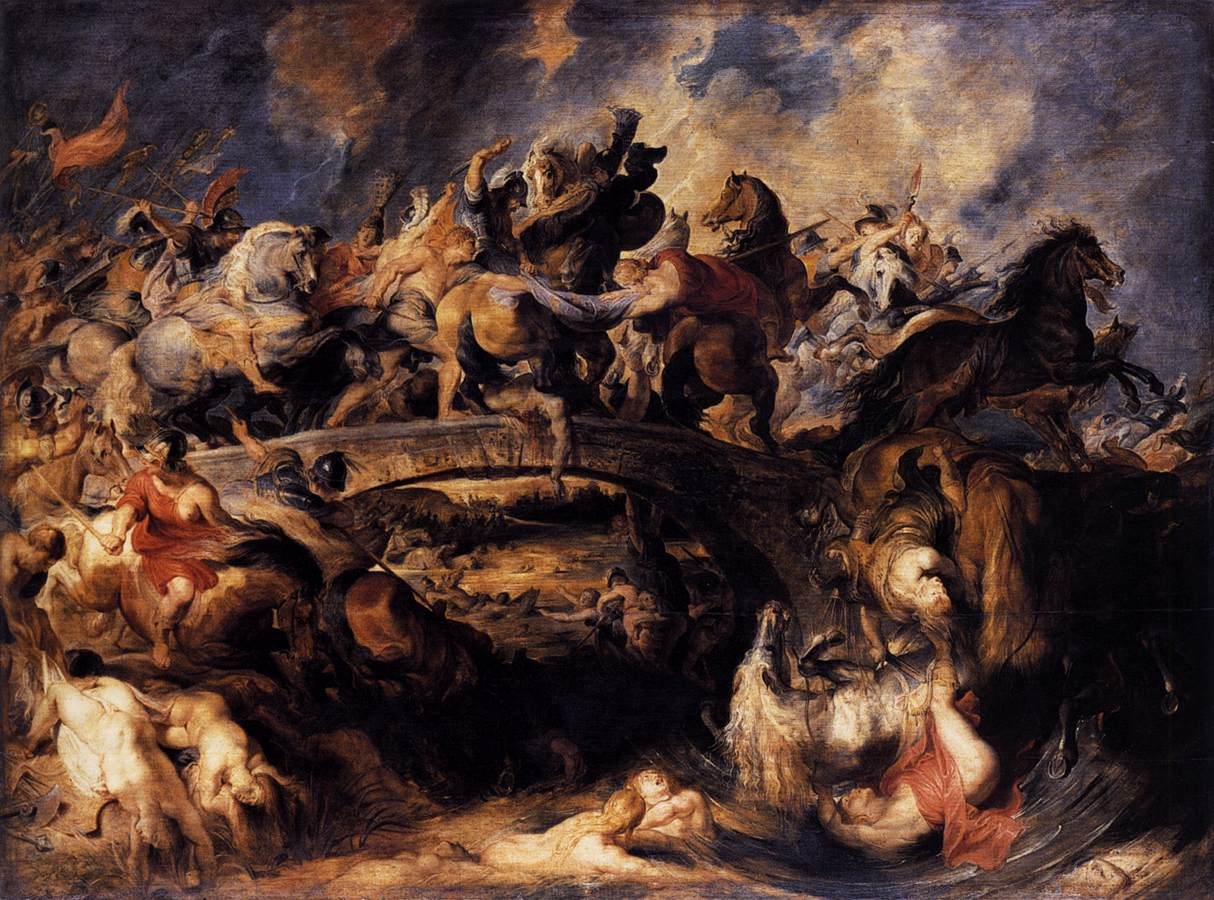
El combate de las amazonas, de Rubens (s. XVII). Bachofen pensaba que mitos como el de las amazonas probaban la existencia de un tiempo remoto en el que las mujeres dominaban la sociedad en todos sus ámbitos, dando lugar a un matriarcado. La idea está en desuso desde el principio del.

El parentesco apareció como uno de los primeros temas de la antropología evolucionista de la segunda mitad del siglo XIX. En un tiempo en que la antropología aparecía más como un entretenimiento, asociado al coleccionismo de antigüedades y objetos de culturas exóticas, es sintomático que casi todos los primeros interesados en el estudio sistemático de las culturas de los pueblos considerados en ese tiempo como salvajes hayan sido abogados de profesión, y que una de sus principales materias de estudio la constituyera precisamente el parentesco. El interés de personajes como J. F. McLennan o Johann Jakob Bachofen en el parentesco de sociedades antiguas —principalmente la romana y la griega— radicaba en sus intenciones de encontrar los orígenes de las reglas europeas de parentesco que determinaban, entre otros asuntos, el derecho a la herencia o a la sucesión. 
Precisamente es la obra de estos dos autores la que marca el inicio de los estudios de parentesco. En su libro Mutterecht (El derecho materno), Bachofen —de nacionalidad suiza— expone su hipótesis sobre el matriarcado como la forma original de la organización en las sociedades primitivas. La base de su argumentación la constituía el conjunto de mitos antiguos en los que las mujeres aparecían como las figuras de autoridad —ejemplo de ello era el mito de las amazonas—. De acuerdo con Bachofen, el parentesco en las sociedades primitivas se fijaba a través de la madre, ya que la promiscuidad sexual instintiva de los seres humanos, habría impedido que los hombres reconocieran a sus propios hijos. Como corolario de lo anterior, las mujeres poseían también el monopolio del poder político, lo que dio lugar a una ginecocracia o gobierno de las mujeres.
Por su parte, el británico John Ferguson McLennan, desconociendo la obra de Bachofen que sirvió de punto de partida para numerosas investigaciones etnológicas sobre el parentesco, publicó cinco años más tarde su propia propuesta, que en algunos puntos parecía coincidir con la de Bachofen. En El matrimonio primitivo, McLennan argumentaba que las formas anteriores de organización parental podían ser descubiertas mediante la observación de ciertos ritos de los pueblos primitivos, entre ellos, el rapto de la novia. La existencia de esta práctica en varios pueblos era explicada por McLennan como una supervivencia de tiempos remotos en los que el infanticidio femenino era una práctica generalizada, lo que redundaba en un número reducido de mujeres disponibles para los hombres maduros. Esto habría generado la aparición de la poliandria como la primera forma de organizar las relaciones de parentesco entre los seres humanos.

### Propuesta de Morgan

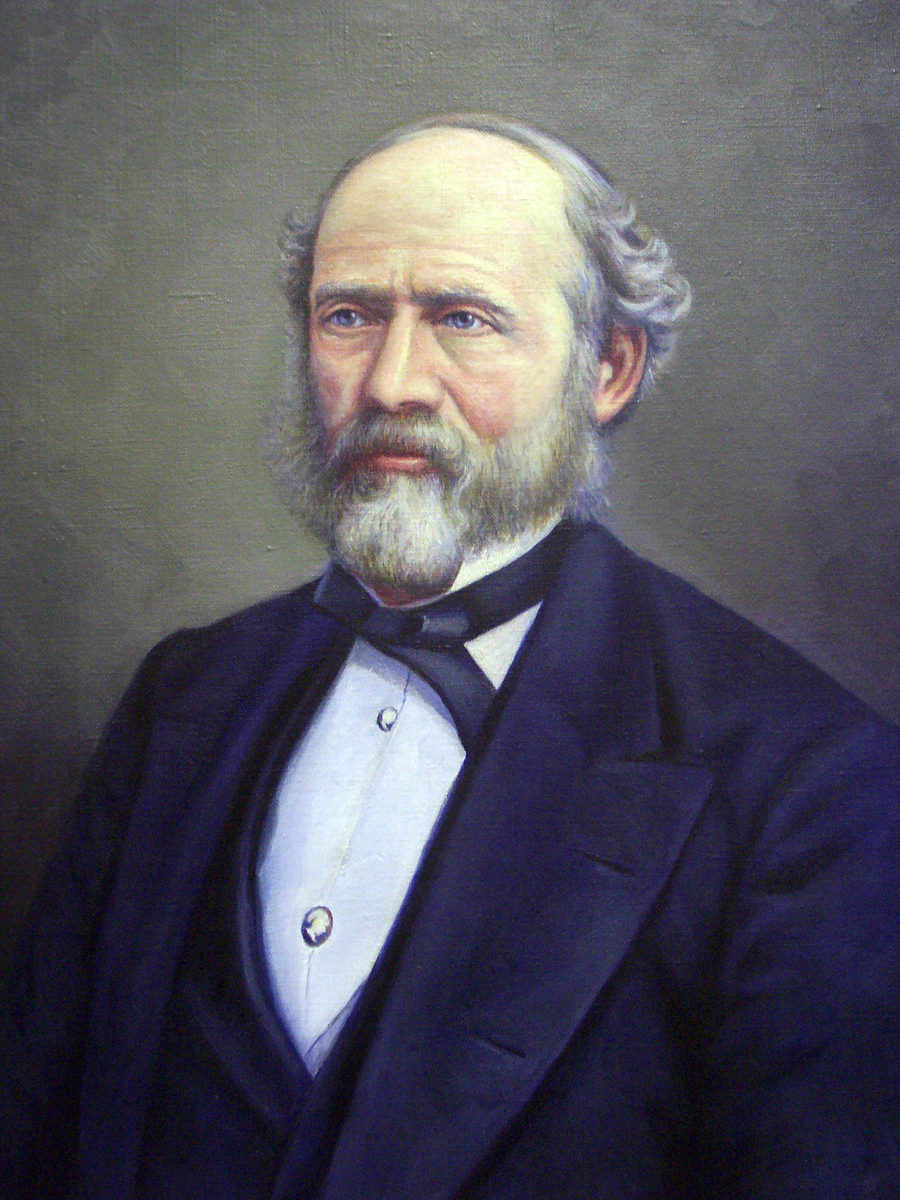
Lewis Henry Morgan fue el primer antropólogo que apoyó sus hipótesis sobre el parentesco en datos empíricos. Su error fue considerar que cada sistema de parentesco estaba relacionado con un estadio determinado del progreso de la Humanidad.

Un parteaguas en la historia de los estudios de parentesco en la antropología lo constituyó la obra del estadounidense Lewis Henry Morgan. Al igual que Bachofen, Maine y McLennan, Morgan también era abogado. Desde joven se interesó por los iroqueses y su cultura, al grado que participó en una sociedad que emulaba la organización social de ese pueblo de los Grandes Lagos y una de sus obras más conocidas trata de la organización política de las tribus pertenecientes a ese pueblo. Precisamente su contacto con los indígenas de Estados Unidos le hizo notar algunas peculiaridades lingüísticas de los iroqueses en lo que toca a los términos de parentesco: había categorías que los occidentales como él distinguían que no podían ser traducidas de los idiomas indígenas. Posteriormente, tras uno de los primeros intentos de etnografía en campo que se hayan realizado en la historia de la antropología, Morgan recabó información sobre numerosos sistemas de nomenclatura del parentesco alrededor del mundo, que finalmente le condujeron a plantear una hipótesis explicativa de la diversidad lingüística en el paradigma de las relaciones parentales.
La obra clave de Morgan en el campo del parentesco es Systems of Consanguinity and Affinity of the Human Family (Sistemas de consanguinidad y afinidad de la familia humana, publicado en 1871), en el que expone sus principales aportaciones al campo de los estudios de parentesco, que constituyen la piedra base del desarrollo posterior, a pesar de los errores interpretativos que han sido señalados por varios críticos de su obra. En Sistemas de consanguinidad, Morgan da cuenta de los seis principales tipos de nomenclatura del parentesco, a los que él define como descriptivos —las familias ariana, semítica y urálica— y clasificatorios —los tipos malayo, turanio y ganowaniano—.
Para Morgan, los sistemas que llamó descriptivos correspondían a sociedades desarrolladas, en tanto que los clasificatorios correspondían a las sociedades primitivas o bárbaras. De esta manera, un sistema de parentesco como el malayo (correspondiente en la actualidad al sistema hawaiano) estaría relacionado con la familia consanguínea; los sistemas iroqués turanio y ganowaniano están relacionados en la hipótesis de Morgan con la llamada familia punalúa, característica del período inferior de barbarie, donde un hombre estaría casado con varias mujeres que no pertenecían a su grupo, y viceversa; otro ejemplo es el que corresponde a la relación a entre la familia monogámica y el sistema esquimal de parentesco, que Morgan vinculó al surgimiento de las sociedades patriarcales en la civilización antigua. Aunque los sistemas definidos por Morgan continúan en vigencia en la antropología del parentesco con nombres distintos, tanto la idea de que existen sistemas clasificatorios y descriptivos como la asociación de estos tipos con ciertos estadios del desarrollo humano han sido desechados. 
La influencia de Morgan no alcanzó sólo a los antropólogos. Friedrich Engels realizó una interpretación de la propuesta de Morgan en El origen de la familia, la propiedad privada y el Estado; y el marxismo mismo refleja la tendencia materialista de su trabajo. En Ancient Society (La sociedad antigua), Morgan propone una hipótesis sobre la evolución de los modos de organización social que se asocia a la evolución de las tecnologías y  subsistencia, similar a la que es común en la teoría marxista.

### Consolidación de la antropología del parentesco familiar
Los trabajos de Lewis Henry Morgan fueron una base importante para el desarrollde esta
```
teoría antropológica del parentesco durante la primera mitad del 
siglo
 
XX
. En buena medida, los problemas que interesaban a los investigadores eran las implicaciones jurídicas y políticas de las redes de parentesco en sociedades no occidentales. Sin embargo, los puntos centrales de la teoría de Morgan —y con ella, la del resto de los antropólogos evolucionistas— fueron puestos en tela de juicio con el desarrollo de los paradigmas relativistas y funcionalistas en Europa y Estados Unidos durante las primeras décadas del 
siglo
 
XX
. De esta suerte, 
Franz Boas
 descalificó el método de investigación de Morgan y su tendencia a buscar leyes universales. Para Boas, el conocimiento etnográfico sobre otros pueblos no era suficiente como para aventurarse a la formulación de leyes unificadoras en las que la diversidad cultural no tenía cabida; además, Boas desarmó la asociación entre los 
períodos étnicos
 de Morgan y la tecnología y los tipos de organización social (incluidos los tipos de familia), señalando que todos los elementos que componen una cultura deben ser entendidos en su contexto cultural y no como parte de una cadena unívoca de sucesiones de estadios evolutivos de la humanidad (Boas, 1964: capítulo 4).
```

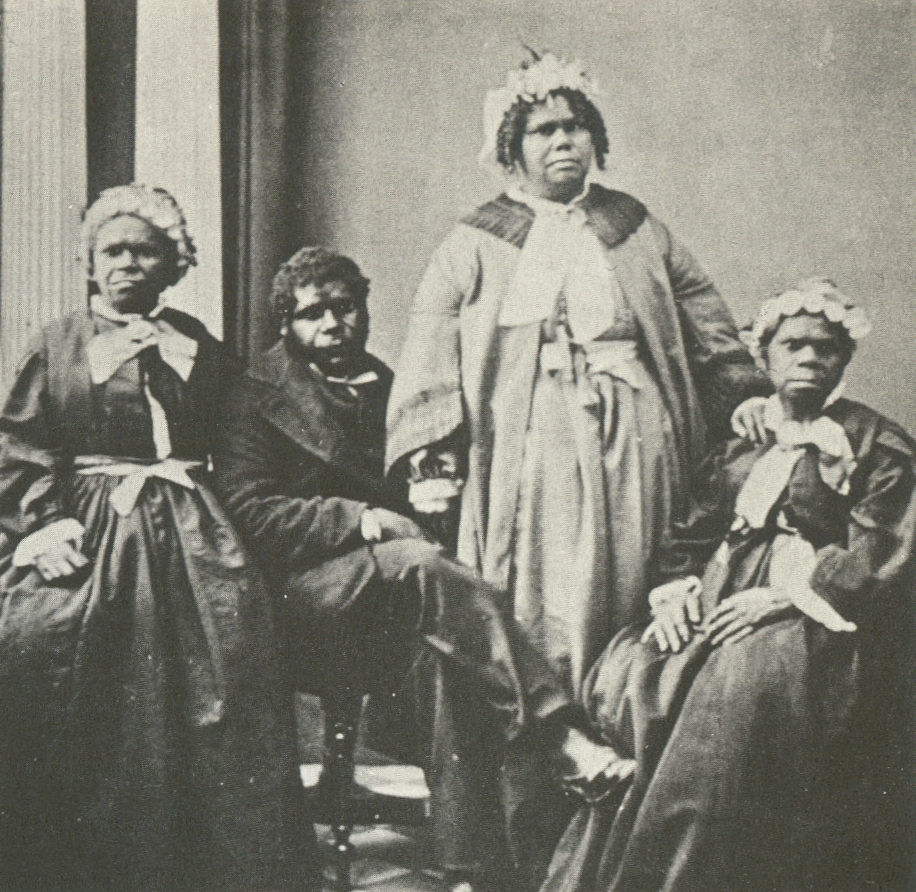
Truganini y los últimos aborígenes de Tasmania. Los sistemas de parentesco propios de los pueblos de la Australasia fueron un modelo sobre el que Durkheim y posteriormente Lévi-Strauss construyeron sus teorías acerca de las estructuras elementales de parentesco y la prohibición del incesto.

Por otra parte, en Europa, las tendencias principales de la sociología y la antropología social intentaban explicar las instituciones sociales por medio de su función social. Un ejemplo clásico del tratamiento del parentesco desde una mirada funcionalista lo constituyó el trabajo de Émile Durkheim. En El suicidio (1897: libro segundo, cap. III), Durkheim señala que una de las funciones de la familia es proporcionar un ambiente de primera socialización de las personas. Para Durkheim, los lazos de parentesco se modificaban de acuerdo con otras condiciones de la vida, y atribuía al debilitamiento de la función de la familia el aumento de las tasas de suicidios en sociedades industrializadas. Además, Durkheim sentó las bases de la posterior teoría estructuralista de Claude Lévi-Strauss sobre la prohibición del incesto. Para Durkheim, esta prohibición es una consecuencia de la aplicación de las leyes exogámicas que obligan a las personas de un clan a casarse con miembros de otros clanes; amén de la identificación entre el clan y el tótem, cuyas relaciones se reflejarían en la prohibición del incesto en los sistemas de parentesco de los aborígenes australianos.
Años más tarde, Bronislaw Malinowski realizaría sus propias investigaciones etnográficas sobre el parentesco entre los habitantes de las islas Trobriand, al oriente de Nueva Guinea. Malinowski pretendía encontrar que el modelo universal de familia era el de la familia nuclear, aunque este tipo de organización no apareciera claramente en varios pueblos. De esta manera, según Lévi-Strauss, lo que Malinowski —y otros antropólogos sociales británicos que lo sucedieron— hizo fue desechar la importancia de la indagación en los sistemas terminológicos de parentesco, que habían sido de vital importancia en las indagaciones de los antropólogos evolucionistas como Morgan (Lévi-Strauss, 1981). Para los antropólogos británicos de la primera mitad del siglo XX, el interés de los estudios de parentesco radicaba en la función de estos en el sistema social de las sociedades, de modo que otras implicaciones de esta esfera de la sociedad, especialmente las relacionadas con la dimensión simbólica de los términos con los que las personas se refieren a sus parientes en diversos pueblos, casi eras pasadas por alto por los antropólogos estructural-funcionalistas.

### Dos teorías
La mayor parte de la producción antropológica moderna en torno al parentesco está dominada por dos grandes enfoques. Se trata de la teoría de la filiación y la teoría de la alianza, cada una con sus particulares intereses teóricos y con propuestas divergentes de interpretación de las relaciones de parentesco.

#### Teoría de la filiación

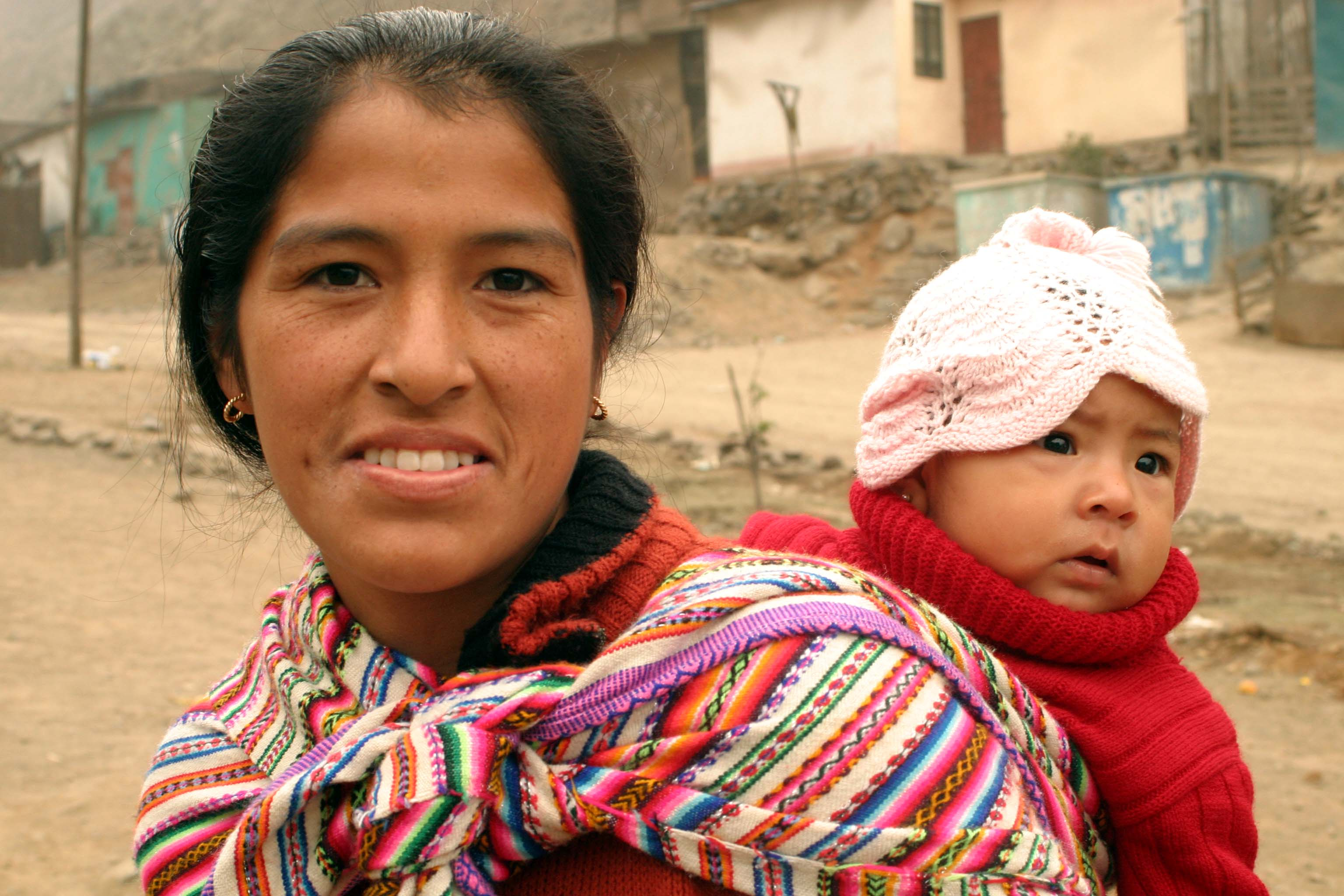
Una madre peruana y su hijo. Para los partidarios de la teoría de la filiación, la esencia del parentesco radica en la relación entre una pareja y sus hijos, dado que esta relación determina en algunas sociedades cuestiones fundamentales en la estructura social como la sucesión, la herencia y la pertenencia a un linaje.

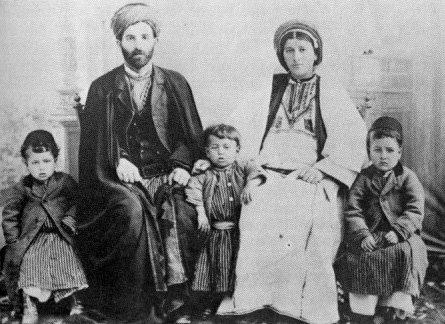
El enfoque de la teoría de la filiación, de acuerdo con Radcliffe-Brown, estaba centrado en la familia elemental, compuesta por una pareja y su descendencia. En la imagen, una familia palestina en Ramala.

El desarrollo de la teoría de la filiación —llamada en inglés descent theory, por lo que en ocasiones se traduce erróneamente el término al español como teoría de la descendencia— se debe ante todo a los antropólogos sociales británicos que desarrollaron su trabajo a la luz del paradigma del funcionalismo estructural. Este paradigma tiene raíces profundas en la tradición sociológica de Émile Durkheim, con la que comparte, entre otras características, el tratamiento de los fenómenos sociales como cosas, la metáfora de la sociedad como un organismo coherente y la intención de descubrir las leyes del funcionamiento de las sociedades humanas. Entre los principales modeladores del paradigma estructural-funcionalista se encuentran Alfred Reginald Radcliffe-Brown, Edward Evan Evans-Pritchard, Meyer Fortes y otros más, enfocados especialmente en las sociedades que habitaban los territorios africanos bajo el dominio de Gran Bretaña.
La teoría de la filiación tiene en Radcliffe-Brown uno de sus principales artífices. De acuerdo con este autor, un sistema de parentesco —que de acuerdo con él es un término que se debe emplear como abreviación de sistema de parentesco y matrimonio, o parentesco y afinidad (Radcliffe-Brown, 1972: 65)— puede ser definido como una red de relaciones sociales de tipo definido que constituyen parte de toda la red de relaciones sociales que llamó estructura social (1972: 67). Para Radcliffe-Brown, como para otros antropólogos que estudiaron el parentesco a la luz de paradigma de la filiación, el corazón de los sistemas de parentesco lo constituye la familia elemental. Esta familia elemental no es otra que la familia nuclear característica de las sociedades europeas modernas, es decir, el conjunto de personas formada por un matrimonio y sus descendientes. Como queda claro en su ensayo sobre las relaciones jocosas entre ego y el hermano de la madre (1972: 107-122), para este antropólogo británico el interés del estudio del parentesco radicaba en la posibilidad de descifrar los códigos sociales que subyacen en las relaciones entre parientes. Pero además, la teoría de la filiación se muestra como un enfoque poco interesado en la explicación histórica de los fenómenos sociales. Ante todo, está interesada en poner en relieve la estructura de relaciones en una sociedad durante un momento dado, por lo que necesariamente representa a los sistemas estudiados fuera de cualquier contexto histórico.
En su intento por explicar la estabilidad de las sociedades africanas sin Estado, primitivas para Radcliffe-Brown (1974), donde realizaron su trabajo de campo; Evans-Pritchard y Fortes (1994) sosteían que los nuer y los tallensi estaban organizados principalmente a través de grupos de filiación unilineal. Estos grupos funcionaban como grupos corporativos, lo que significa que eran grupos estables con reglas claras de funcionamiento y una estructura interna capaz de regular las relaciones entre los miembros mediante la asignación de atribuciones —derechos y obligaciones— a cada uno de ellos, de acuerdo con la posición que ocupaban en la red estructural.
Los grupos corporativos a los que referían Evans-Pritchard y Fortes se caracterizan porque sus miembros comparten objetivos comunes, como la administración de los bienes del grupo y la defensa ante embates de los enemigos. La estabilidad de los grupos corporativos organizados en torno al parentesco, de acuerdo con estos antropólogos, perduraba más allá de la muerte de los miembros del grupo y se reproducía de generación en generación. En este contexto africano, las divisiones territoriales de los pueblos estaban relacionadas con linajes, haciendo de los lazos "de sangre" y el derecho derivado del nacimiento en un territorio las dos caras de una misma moneda. (Kuper, 1988: 195). Los lazos de afinidad entre los parientes que no forman parte del mismo grupo de filiación fueron considerados por los antropólogos estructural-funcionalistas como cuestiones accesorias —Fortes, por ejemplo, creó el concepto de filiación complementaria.

#### Teoría de la alianza

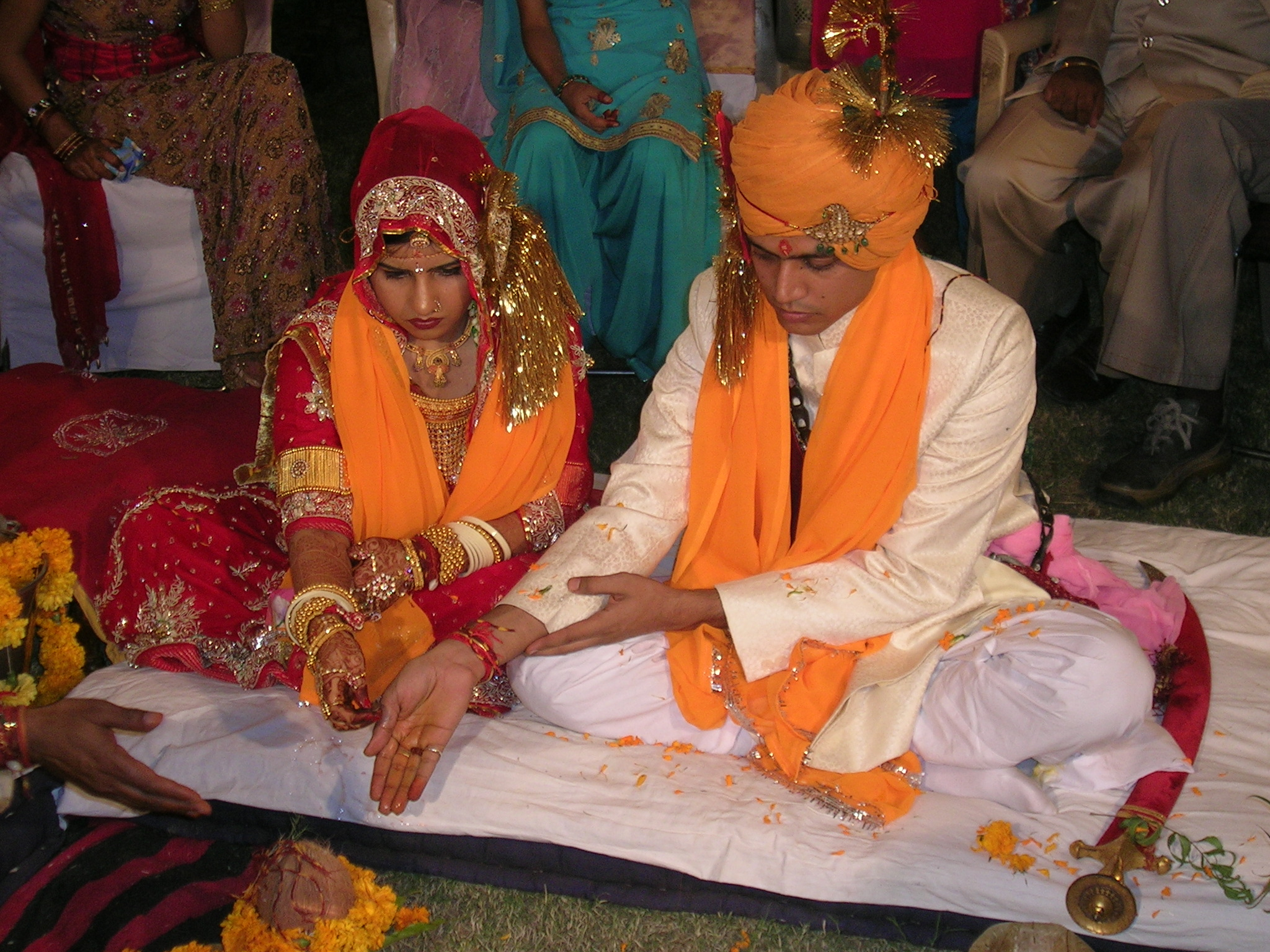
De acuerdo con la teoría de la alianza, el parentesco es importante en toda sociedad porque es una dimensión que permite la reproducción de los lazos sociales. Todo sistema de parentesco giraría, desde esta perspectiva, en torno a la relación establecida entre un hombre y el hermano de su esposa. En la imagen, un desposamiento tradicional hindú.

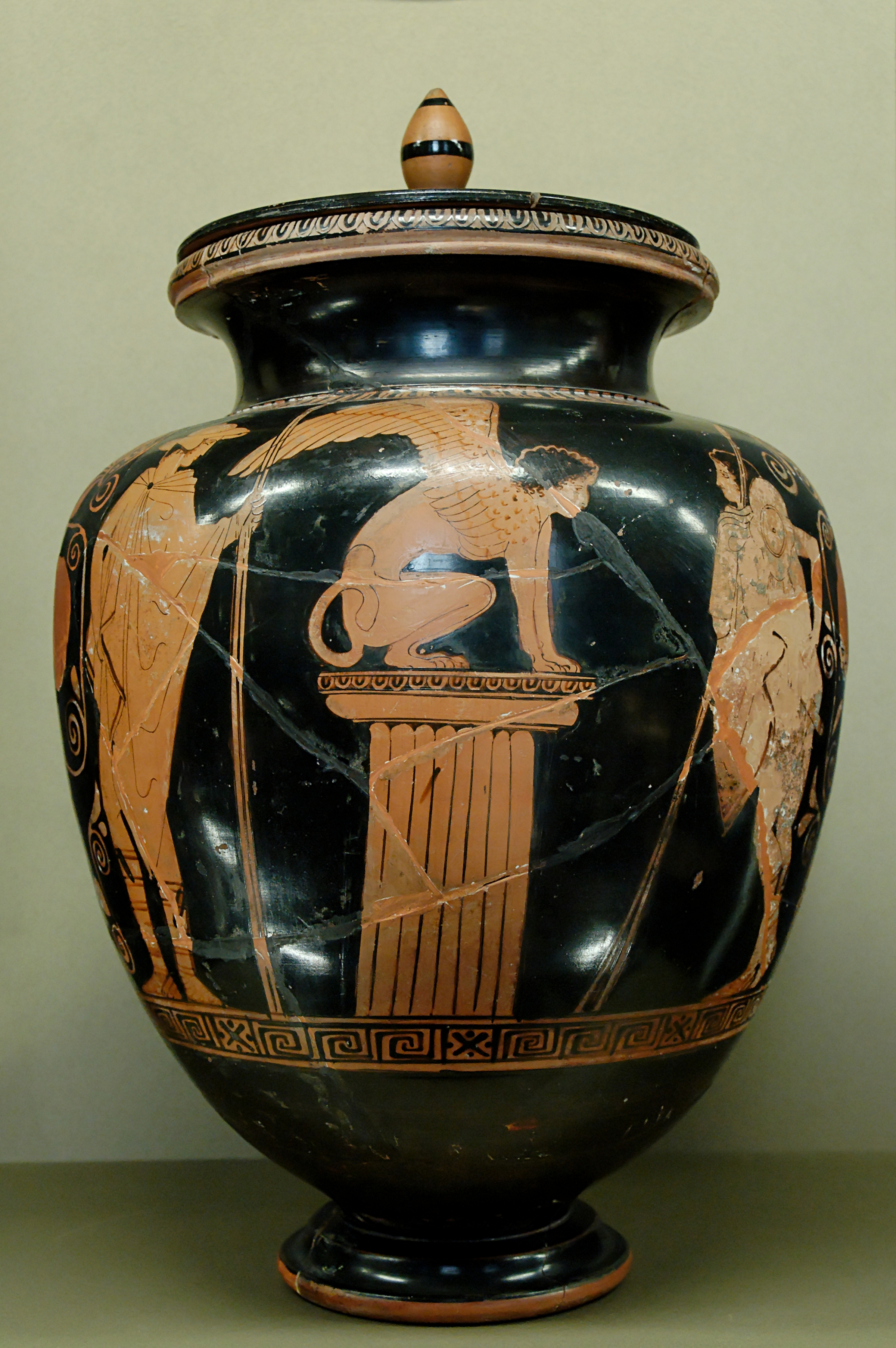
El incesto es considerado por los estructuralistas como una regla que obliga a los grupos a establecer alianzas con otros colectivos y dar origen de este modo al tejido social. En la imagen, Edipo y la Esfinge, en un jarrón griego (circa 440 a. C.).

En contraste con la propuesta de los africanistas británicos, la teoría de la alianza pone un especial énfasis en las relaciones sociales que se construyen en torno al matrimonio. La propuesta fue desarrollada ampliamente por Claude Lévi-Strauss, etnólogo francés cuya obra Las estructuras elementales del parentesco forma una de las piedras angulares del paradigma estructuralista de la antropología. 
La teoría de la alianza se diferencia en varios aspectos a la teoría de la filiación. En primer lugar porque no pretende descubrir el funcionamiento social de los lazos de parentesco, aunque estos no quedan necesariamente excluidos en el análisis de un sistema. Por otra parte, vuelve su atención a los sistemas terminológicos del parentesco, que habían sido minimizados por los antropólogos de la teoría de la filiación. De acuerdo con la teoría de la alianza, en las terminologías del parentesco se encuentran codificadas esencialmente las categorías que una sociedad considera incestuosas, y por lo tanto, permiten regular la distribución de parejas, o en otras palabras, quién puede o debe emparejarse con quién (Buchler, 1982: 11); de donde puede entenderse el interés que el paradigma de la alianza tiene en la prohibición del incesto y el llamado átomo del parentesco, nacido de la alianza entre un hombre que cede los derechos sobre sus hermanas y el hombre que recibe estos derechos mediante la realización del matrimonio.
En efecto, el funcionamiento social del parentesco no constituye para los estructuralistas el nodo de los sistemas de nomenclatura del parentesco. Lévi-Strauss afirmó que el sistema de parentesco, en tanto que concepto, encubre dos dimensiones de las relaciones parentales. 

El parentesco no se expresa solamente en una nomenclatura: los individuos o las clases de individuos que utilizan los términos se sienten (o no se sienten, según los casos) obligados a una determinada conducta recíproca [...] Así, entonces, junto a lo que nosotros proponemos llamar el 'sistema de denominaciones' (que constituye, en rigor, un sistema de vocabulario), hay otro de naturaleza igualmente psicológica y social, que llamaremos 'sistema de las actitudes' (Lévi-Strauss, 1977: 33).

El sistema de las actitudes —como llamaba Lévi-Strauss al conjunto de prescripciones sobre los deberes, obligaciones y la forma de conducirse entre parientes que tanto interesaba a los funcionalistas estructurales como Radcliffe-Brown— no es, desde la perspectiva de la teoría de la alianza, un reflejo del sistema de denominaciones, ni tampoco ocurre lo contrario. La relación entre ambas dimensiones del parentesco es innegable, como reconoce Lévi-Strauss (1977: 37), pero esta relación no es una correspondencia término a término: desde su punto de vista, los términos del parentesco no constituyen una realidad únicamente analítica y teórica, sino que forman parte del modo en que cada sociedad vive las relaciones de parentesco. Por tanto, estos vínculos entre las personas y los grupos son considerados como mensajes o sistemas de símbolos (Lévi-Strauss, 1977: 49) que pueden ser decodificados e interpretados hasta en sus consecuencias más profundas.
La existencia de los sistemas de parentesco no es resultado de las relaciones biológicas entre los sujetos. Por lo tanto, los estructuralistas rechazan las relaciones de filiación como el núcleo de las relaciones parentales, desechando así la propuesta teórica de los funcionalistas para los que la familia elemental —madre, padre y descendencia— es el nodo a partir del cual se teje la trama del parentesco en cada sociedad. Este lugar lo ocupa la relación de alianza que se establece mediante el matrimonio. Pero esta alianza no es un pacto entre dos personas: se trata de un pacto entre los grupos de los que provienen los contrayentes porque el rasgo principal del parentesco humano consiste en requerir, como condición necesaria de existencia, la relación entre lo que Radcliffe-Brown llama 'familia elemental'  (Lévi-Strauss, 1977: 49).

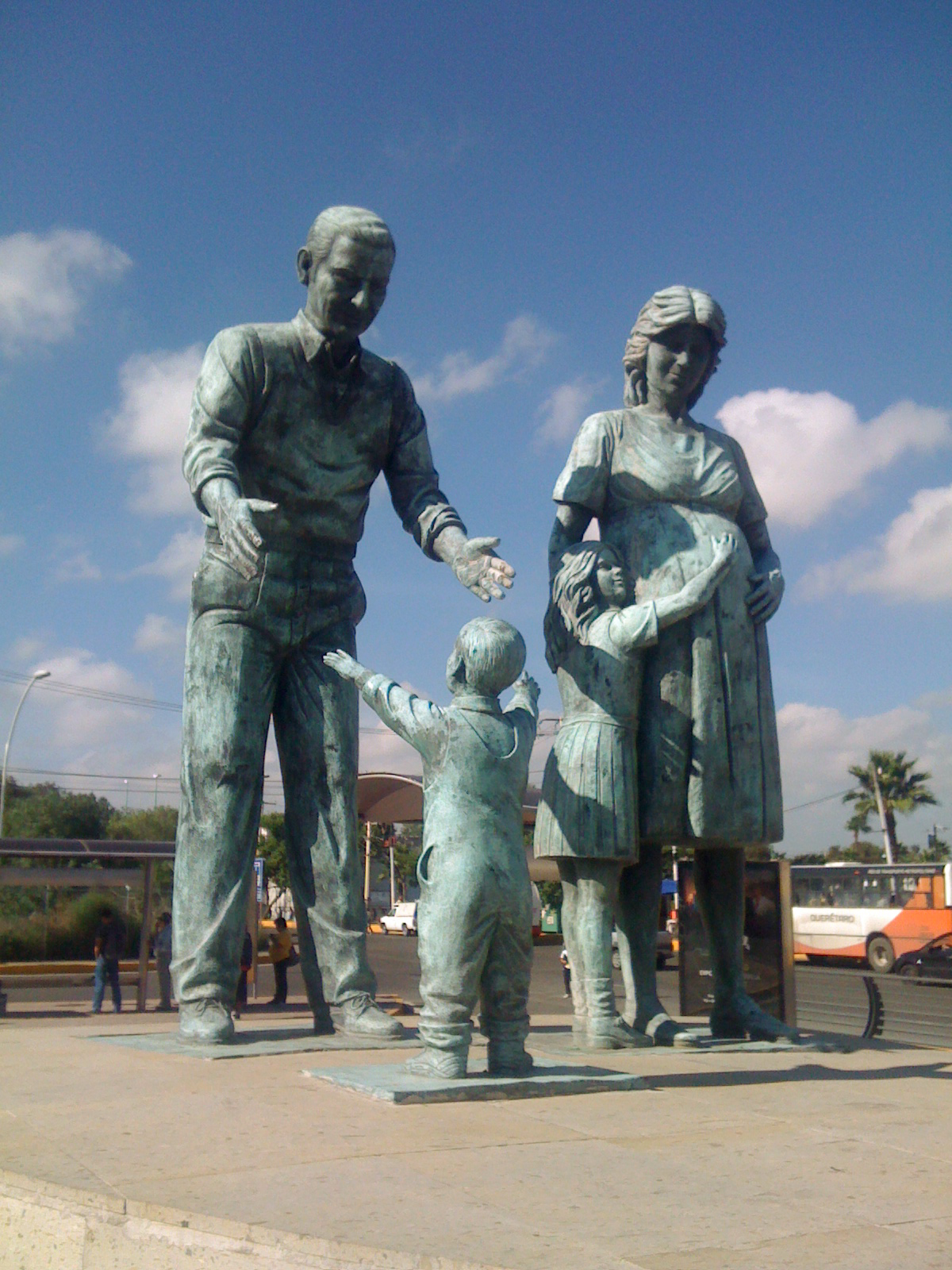
La Familia, escultura en bronce de Miguel Michel ubicada en Querétaro - base de parentesco. En relación con el concepto de parentesco que se basa en el matrimonio, es de referencia el Catecismo de la Iglesia Católica que establece (2202): "Un hombre y una mujer unidos en matrimonio forman con sus hijos una familia. Esta disposición es anterior a todo reconocimiento por la autoridad pública; se impone a ella. Se la considerará como la referencia normal en función de la cual deben ser apreciadas las diversas formas de parentesco".

El énfasis de la teoría de la alianza en la prohibición del incesto —a la que se considera universal, incluso si la regla es violada en algunos casos (Héritier, 1994: cap. 1)— aparece en numerosos tratados elaborados a la luz de este enfoque teórico. En Masculino/femenino, Françoise Héritier introduce la cuestión del intercambio de mujeres entre dos grupos, que presupone su subordinación inherente en todas las sociedades en aparente contradicción con el valioso papel de la mujer como reproductora de la sociedad. En otro texto de esta autora francesa, Deux soeurs et leur mère, Françoise Héritier (1994) introduce un incesto de tercer tipo, que implica una regla casi universal que impide a las mujeres de un mismo grupo de filiación compartir el mismo marido. Otros autores, como Louis Dumont abordan la cuestión del matrimonio también como una institución que permite el establecimiento de relaciones solidarias. Entre los pocos antropólogos formados en el paradigma estructural-funcionalista que dominó la antropología en el Reino Unido que luego adoptaron la teoría estructuralista, Edmund Leach (1954) desarrolló su estudio sobre el matrimonio entre los kachin bajo la premisa de que existen sociedades que construyen sus sistemas de parentesco en torno a la filiación, mientras que otros, como los habitantes de Asia sudoriental, lo hacían en torno al matrimonio, por lo que los enfoques teóricos no necesariamente podían ser aplicados en todos los casos.

### Crítica y nuevas problemáticas
La historia social mundial a partir de la segunda mitad del siglo XX ha puesto en la mesa nuevas problemáticas que tienen implicaciones en todas las esferas de la sociedad. El desarrollo industrial en los países más avanzados, los movimientos de liberación nacional, las migraciones; los movimientos de reivindicación de grupos minoritarios —especialmente el feminismo y las reivindicaciones del colectivo LGBT—, la aparición de nuevas enfermedades y hasta el desarrollo tecnológico son sólo algunos de los nuevos problemas que fueron incorporándose en la perspectiva de los antropólogos dedicados a los estudios del parentesco. Las nuevas generaciones de estos especialistas, que comenzaron a tomar notoriedad a partir de la década de 1970, debieron revisar con una mirada crítica las teorías producidas por sus antecesores y adaptarlas a las necesidades de la sociedad contemporánea.
En estudios como el de Rodney Needham (1971), se ponía en tela de juicio el contenido de conceptos clave como filiación, matrimonio, parentesco, incesto y otros, con los que sembró el trabajo de más de un siglo de reflexión sobre el parentesco. En años más recientes, la aparición de nuevas tecnologías de reproducción y fenómenos como el sida han provocado que la teoría antropológica del parentesco aparezca incompleta o incapaz de abordar analíticamente esos temas que no aparecían antes de 1980, debido, entre otras cosas, a que no existían.

## Parentesco
El parentesco es considerado por los antropólogos como un lazo social en el que las relaciones biológicas entre dos personas no necesariamente son relevantes para la adscripción a una parentela. Desde una base constituida por innumerables investigaciones etnográficas en centenares de sociedades, las teorías antropológicas coinciden en que no todas las sociedades conocen la existencia de la consanguinidad biológica, en el sentido que se entiende en Occidente. En otras palabras, existen algunos pueblos para los que la concepción de un nuevo ser no tiene qué ver en lo absoluto con la cópula. Por otra parte, existen casos en los que, conociendo el vínculo entre el acto sexual y la concepción, se considera que la procreación de un nuevo miembro de la parentela se debe principal o exclusivamente, al génitor o a la génitrix.
La adscripción social de un individuo a un grupo de parientes es formulada de acuerdo con las reglas sociales. De acuerdo con el sistema de parentesco que prime en una sociedad determinada, un recién nacido es considerado parte del linaje del padre (en cuyo caso se habla de patrilinaje), de la madre (matrilinaje) o en casos muy específicos, se reconoce la pertenencia a ambos grupos de descendencia. Desde el punto de vista de la ciencia occidental, esto puede parecer contradictorio, pero debe recordarse que la definición del parentesco es un asunto cultural y biológico. Existen algunas sociedades, como la occidental, donde una persona es reconocido socialmente como pariente de los familiares de la madre y del padre; en estos casos, hablar de linajes carece de cualquier sentido.

### Sistemas terminológicos de parentesco
El parentesco es un hecho al mismo tiempo natural y cultural. Las relaciones de parentesco están basadas en la observación de hechos dados por la naturaleza como el nacimiento de un niño, el ejercicio de la sexualidad o la muerte de las personas. Sin embargo, está cargado de contenidos culturales que condicionan la forma en que cada sociedad define las reglas que rigen esta esfera de la sociedad. Los códigos sociales que regulan la función de las redes de parentesco están relacionados con los sistemas terminológicos de parentesco, que pueden ser definidos como el conjunto de palabras que son empleadas por una sociedad para llamar a los miembros de una parentela. Cada lengua posee un sistema de términos particular; sin embargo, los análisis antropológicos han arrojado como resultado la caracterización de todos los sistemas conocidos en seis grandes tipos de sistemas de nomenclatura.